# Suyu (métro de Séoul)
Pour les articles homonymes, voir Suyu.
Suyu (hangeul : 수유( ; hanja : 水踰, en sous-titre : Gangbuk-gu Office) est une station de passage de la ligne 4 du métro de Séoul. Elle est située au 338 Dobong-ro, quartier Suyu-dong, dans l'arrondissement Gangbuk-gu de Séoul, en Corée du Sud.
Ouverte en 1985, elle est desservie par les rames omnibus et express, qui circulent sur la ligne 4.

## Situation sur le réseau

Plan du réseau (2023)

Établie en souterrain, la station Suyu, est une station de passage de la ligne 4 du métro de Séoul : elle est située entre la station Ssangmun, en direction du terminus nord-est Jinjeop, et la station Mia en direction du terminus sud-est Oido,.

## Histoire
La station Suyu est mise en service, sur la ligne 4 du métro de Séoul, le 20 avril 1985, lors de l'ouverture à l'exploitation, des 11,8 km, de Sanggye à Université de Hansung.

## Services aux voyageurs

### Accès et accueil
Station souterraine de passage, au 338 Dobong-ro, quartier Suyu-dong. Il y a huit bouches, numérotées de 1 à 8, établies de part et d'autre de la Dobong-ro. Elle est équipée d'escaliers, escaliers mécaniques et ascenseurs pour les cheminements entre la station en sous-sol et les bouches en surface. Elle dispose notamment de billetteries avec des automates pour l'acquisition de titres de transports.

### Desserte
Suyu est desservie par les rames omnibus et express, qui circulent sur la ligne 4. La station souterraine est aménagée avec deux quais latéraux équipés de portes palières.

Installations
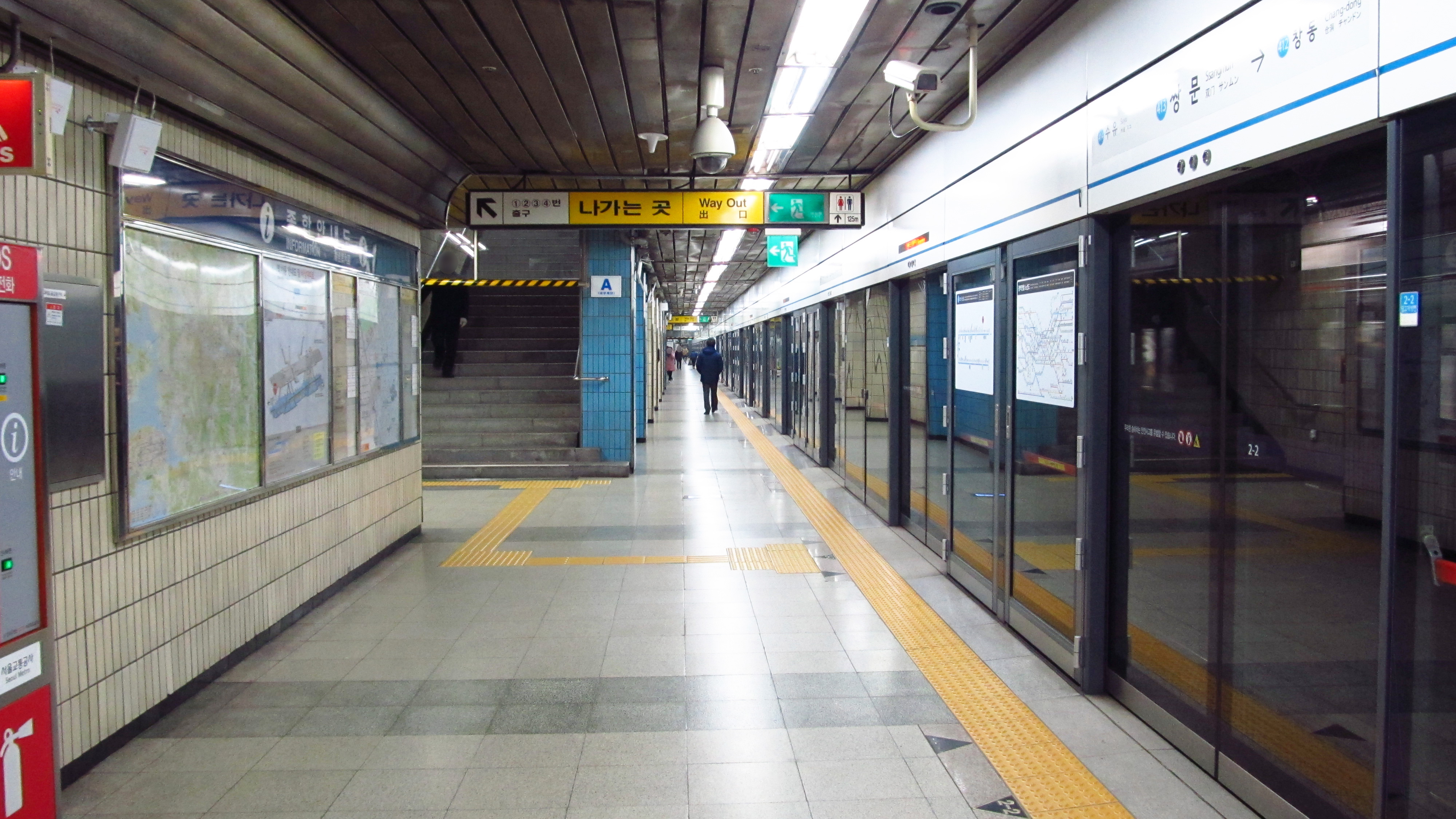
En 2018.
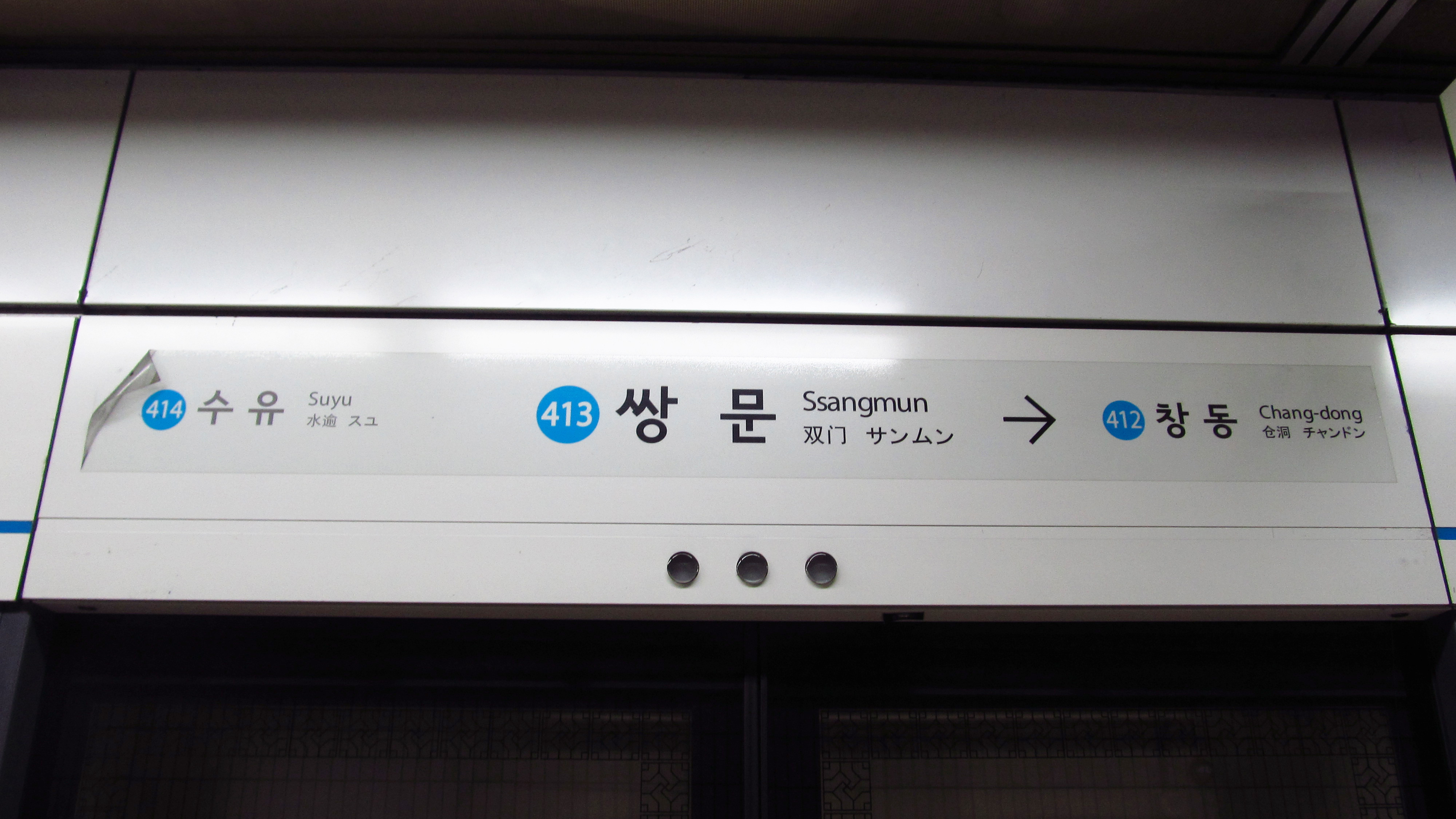
En 2018
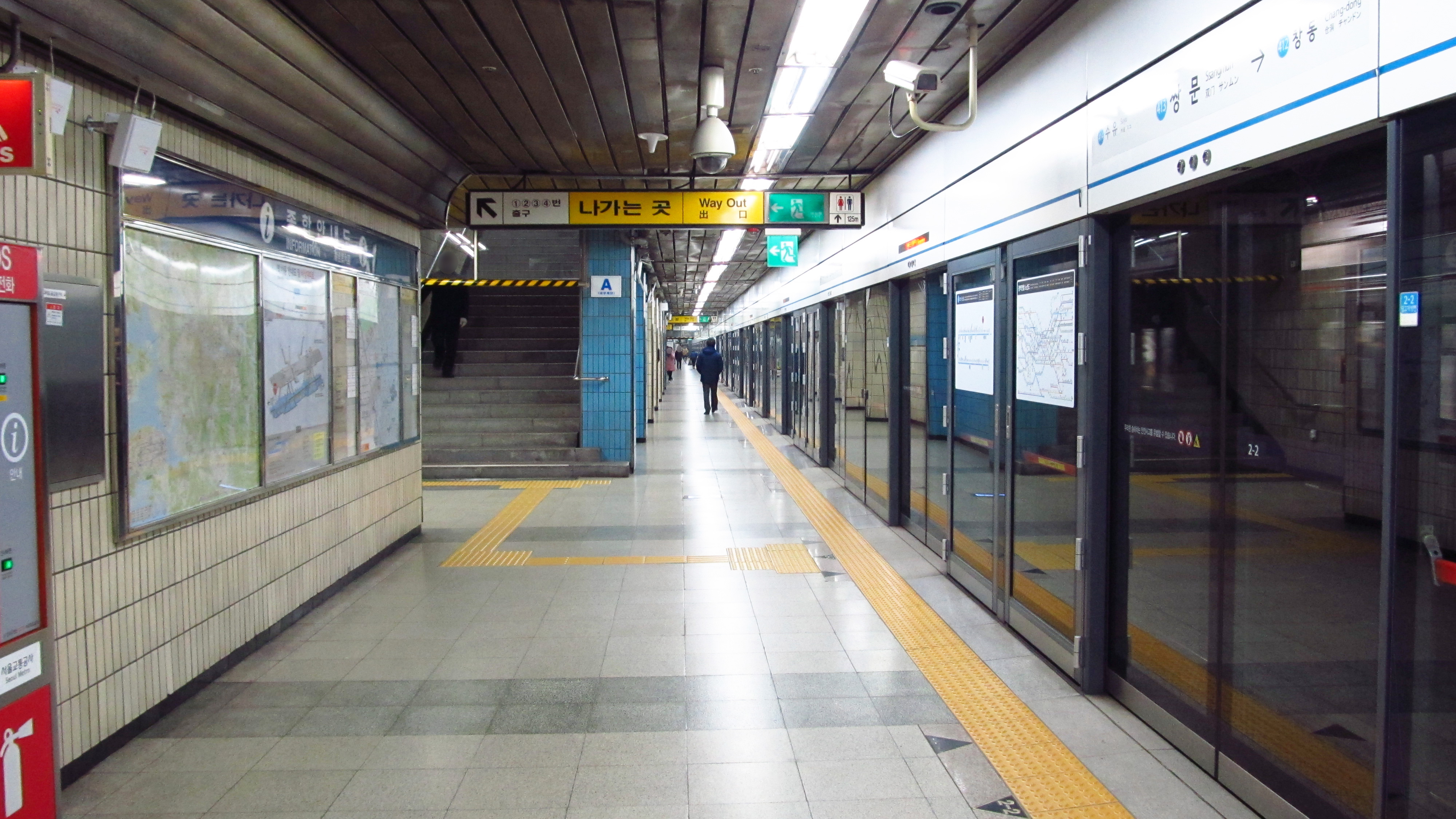
En 2018.
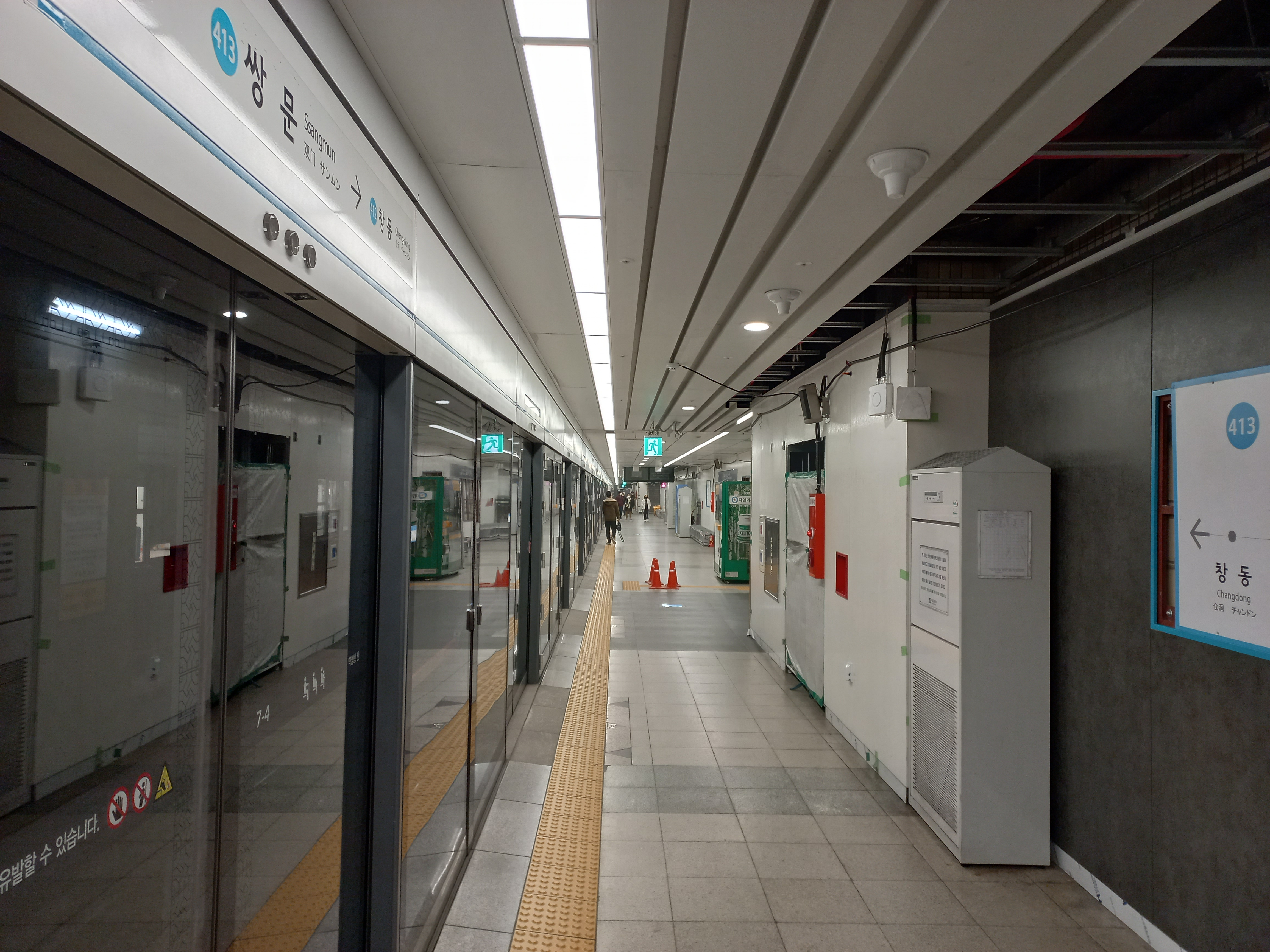
En 2022.

### Intermodalité
Des arrêts de bus sont établis sur la voie routière desservie par les bouches du métro.